# Тодорка Бакърджиева
Тодорка Петкова Бакърджиева, известна още с псевдонимите си „Дългата коса“ и „Балканската фея“ е българска актриса и революционерка.

## Биография
Родена е в Казанлък през 1850 г. Завършва девическото училище в родния си град. От 1872 г. е тайна куриерка на БРЦК, а по време на Руско-турската война от 1877-1878 г. помага на българските доброволци. Сподвижник е на Васил Левски и Христо Ботев. Тодорка Бакърджиева взима участие в представленията на театралната трупа на Добри Войников в Румъния. В периода 1890-1904 г. играе в Столичната драматично-оперна трупа и в трупата „Сълза и смях“. Почива на 8 март 1934 г. в София.

## Роли
Тодорка Бакърджиева играе множество роли, по-значимите са:
- Райна – „Райна Княгиня“ на Добри Войников
- Десислава – „Десислава“ на Добри Войников[1]